# Kasteel van Lubbeek

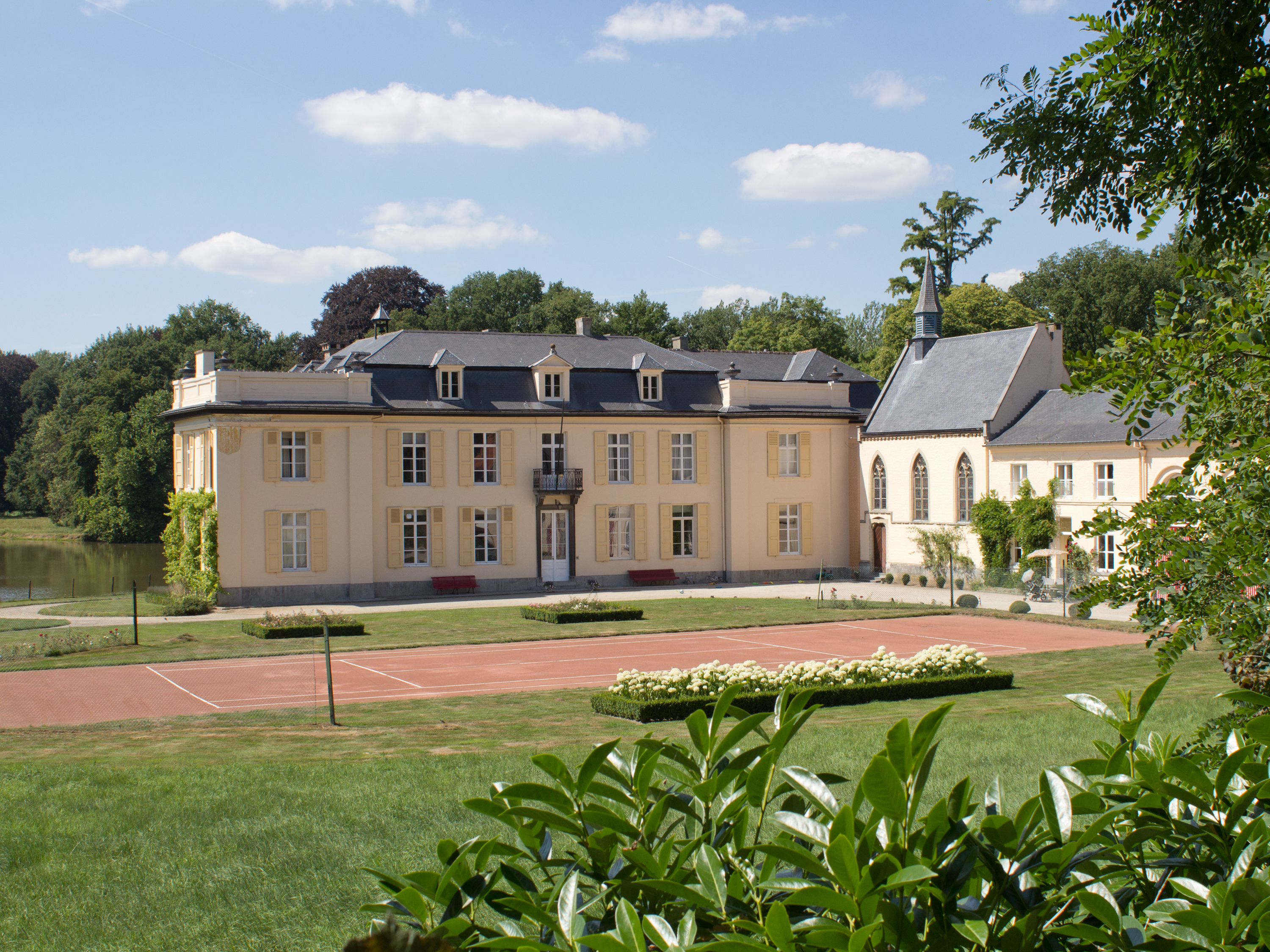
Kasteel van Lubbeek

Het Kasteel van Lubbeek (ook: Kasteel de Biolley-T'Serclaes) is een kasteel in de Vlaams-Brabantse plaats Lubbeek, gelegen aan de Binkomstraat 14-16.

## Geschiedenis
Eind 14e eeuw was er sprake van het Hof terCapelle dat toen eigendom werd van de Sint-Geertrui-abdij te Leuven. Hiernaast werd een huis van plaisantie gebouwd. Op het einde van het ancien régime was dit een uitgegroeid tot een zeer luxueus verblijf -voor monniken. In 1798 werd het goed onteigend en openbaar verkocht. Na enkele eigenaars werd het in 1853 aangekocht door Theodoor de T'Serclaes de Wommersom. Zijn zoon, Evrard T'Serclaes, was blijkbaar een vroom katholiek. Hij liet in 1890 een neogotische slotkapel bouwen in het kader van de herkerstening van het domein, waarbij de als te bloot ervaren beelden die refereerden aan de klassieke oudheid, werden verwijderd en naar verluidt begraven. In die tijd werd ook de tuin heraangelegd, mogelijk naar het ontwerp van Louis Fuchs.

## Domein
Het kasteel dateert van het einde van de 18e eeuw en werd in de 19e eeuw herhaaldelijk verbouwd. Het omringende park, waarin zich ook een ijskelder bevindt, heeft een oppervlakte van 14 ha en is aangelegd in landschapsstijl.